# Epiphragma arizonense
Epiphragma arizonense là một loài ruồi trong họ Limoniidae. Chúng phân bố ở miền Tân bắc.